# Estadio Los Jardines
El Estadio Los Jardines de Ñuñoa se ubica en la comuna de Ñuñoa, en Santiago, Chile. Tiene una capacidad de 315 espectadores, y en él jugaba sus partidos como local el club Corporación Municipal Ñuñoa, que militaba en la Tercera división chilena.
El estadio Los Jardines se encuentra situado en un barrio residencial de Ñuñoa, y delante de un colegio. En su cancha se ha jugado Fútbol Femenino Regional y Campeonato amateur de Campeones. El campo de juego fue de tierra antes de 1970, y la ocupaba para sus partidos el club Defensor 73. 
Posteriormente, la tomó la Municipalidad de Ñuñoa y la empastó en 2003, para la posterior postulación del club de la alcaldía, Corporación Municipal Ñuñoa al campeonato de Tercera división. El estadio no cuenta con caseta de transmisiones. Se ubica en la avenida Rodrigo de Araya, a la altura del 4500.